# سلفادور غارسيا
سلفادور غارسيا (بالإسبانية: Salvador García) هو منافس ألعاب قوى مكسيكي، ولد في 1 نوفمبر 1962.